# Dwayne Lautier-Ogunleye
Dwayne Ekundayo Lautier-Ogunleye (Londra, 23 marzo 1996) è un cestista britannico.

## Carriera
Con la Gran Bretagna ha disputato i Campionati europei del 2022.

## Palmarès
- Campionato olandese: 1

Heroes Den Bosch: 2021-22
- Campionato austriaco: 1

Swans Gmuden: 2022-23
- Coppa d'Austria: 1

Swans Gmunden: 2022-23